# Crinum biflorum
Crinum biflorum är en amaryllisväxtart som beskrevs av Christen Friis Rottbøll. Crinum biflorum ingår i släktet Crinum, och familjen amaryllisväxter. Inga underarter finns listade i Catalogue of Life.